# Västra Höle
Västra Höle is een plaats in de gemeente Bollnäs in het landschap Hälsingland en de provincie Gävleborgs län in Zweden. De plaats heeft 122 inwoners (2005) en een oppervlakte van 23 hectare.